# Bernard Cyril O’Grady
Bernard Cyril O’Grady OP (* 24. August 1931 in Adelaide) ist Altbischof von Gizo.

## Leben
Bernard Cyril O’Grady trat der Ordensgemeinschaft der Dominikaner bei und empfing am 1. Dezember 1956 die Priesterweihe. Johannes Paul II. ernannte ihn am 3. Februar 1995 zum Bischof von Gizo.
Die Bischofsweihe spendete ihm der emeritierter Bischof von Gizo, Eusebius John Crawford OP, am 19. Mai desselben Jahres; Mitkonsekratoren waren Adrian Thomas Smith SM, Erzbischof von Honiara, und Ramiro Moliner Inglés, Apostolischer Nuntius in Papua-Neuguinea und auf den Salomonen.
Am 5. Juni 2007 nahm Papst Benedikt XVI. seinen altersbedingten Rücktritt an.